# Horio (Klan)

Wappen der Horio („Verknüpfte Augen im Kreis“)

Die Horio (japanisch 堀尾氏, Horio-shi) waren eine Familie des japanischen Schwertadels (Buke), die bis zum Anfang der Edo-Zeit eine Rolle spielte.

## Genealogie
- Yoshiharu (吉晴; 1543–1611), ein Sohn des Yoshisa, diente Oda Nobunaga und residierte nacheinander auf den Burgen Takama (Provinz Wakasa) und Hamamatsu (Tōtōmi) mit einem Einkommen von 60.000 Koku. Er war einer der drei Chūrō[A 1], die Hideyoshi vor seinem Tode benannt hatte. Nach der Schlacht von Sekigahara im Jahr 1600 erhielt er, da er Ieyasu unterstützt hatte, die Burg Matsue in der Provinz Izumo mit 235.000 Koku.
- Tadauji (忠氏; 1577–1604), ein Sohn Yoshiharus, nahm an der Schlacht von Sekigahara teil. Er starb noch vor seinem Vater.
- Tadaharu (忠晴; 1599–1633), ein Sohn Tadaujis, folgte auf seinen Großvater als Fürst von Matsue. Er starb ohne Nachkommen; sein Besitz fiel an das Shogunat zurück.